# Cavalcavo

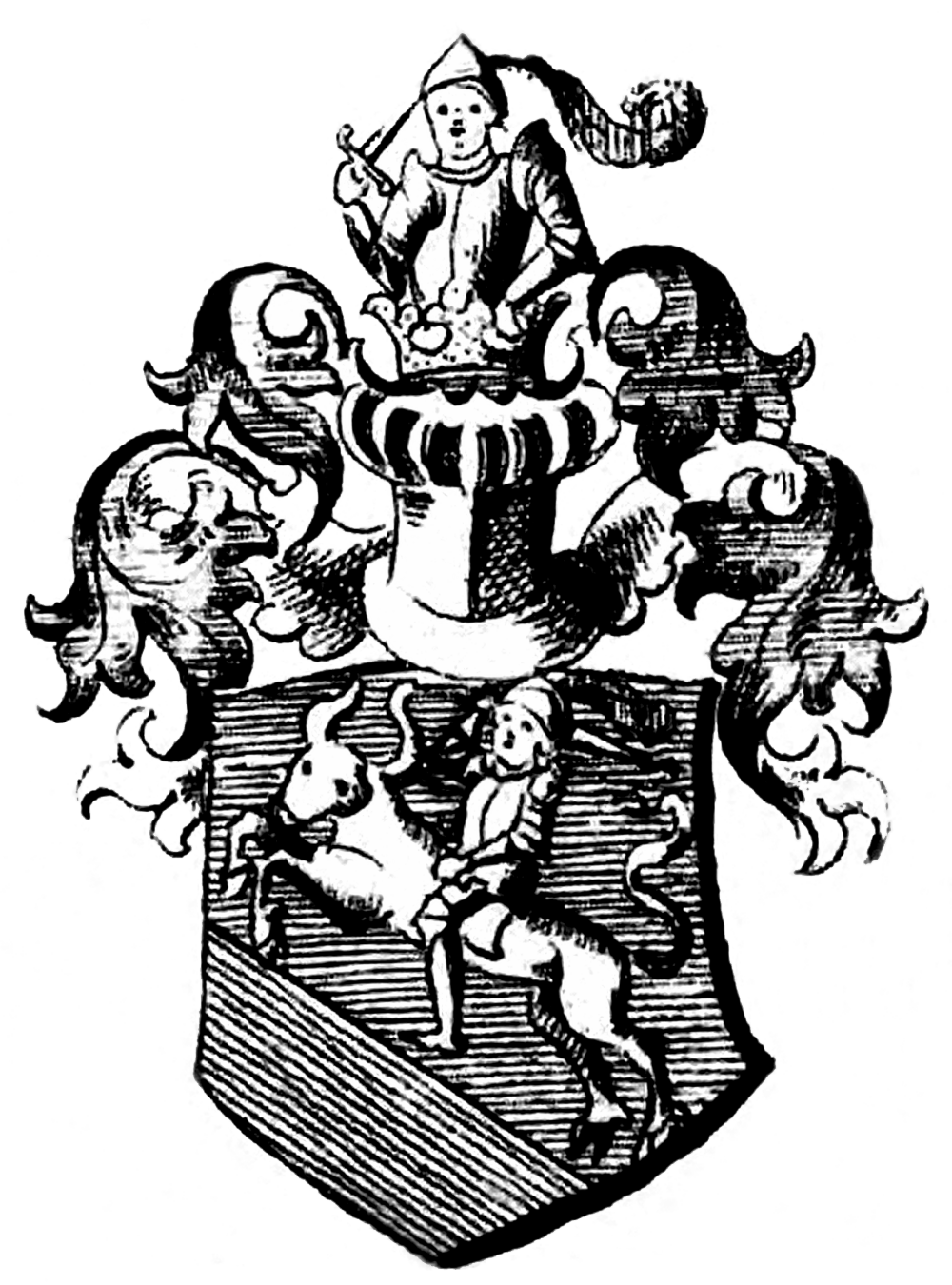
Escut de la família Cavalcavo

Els Cavalcavo -en italià Cavalcabò- foren una família senyorial italiana que va exercir la senyoria a Cremona i van exercir com a podestà a Mòdena, Faenza, Cremona, Parma, Reggio, Vicenza, Alessandria, Bergamo, Arezzo, Brèscia, Florència, Milà, Valtellina, Perusa i Fano.
L'origen de la família fou Corrado, de sobrenom Cavalcabò, mort el 1136, i que va deixar un fill de nom Sopramonte Cavalcabò, que el 1158 va rebre les terres de Viadana de l'emperador, amb el títol de marquès; el feu li fou confirmat el 1196. Va deixar tres fills: el primer Corrado, que fou marques de Viadana; el segon Clearco (astrònom, mort a París el 1194), i el tercer Andreasio; aquestos dos darrers van portar el títol però no van exercir com a governants. Corrado va deixar un fill de nom Cavalcabò, fou marques de Viadana, que fou confirmat en el feu el 1222, i el 1225 fou podestà de Modena, i el 1229 de Faenza; es va casar dues vegades i va deixar cinc fills:
- El primer, Corrado, marques de Viadana vers la meitat del segle xiii i fins a la seva mort el 1276. Corrado va deixar dos fills: Carlo, que fou marques de Viadana el 1276 i va intentar ocupar la senyoria a Cremona sense èxit; i Ugolino, mort el 1317, que fou bisbe de Cremona (1315 a 1317).
- El segon Guglielmo, que fou marquès de Viadana, podestà de Parma el 1229 i de Mòdena el 1230. Va morir després del 1235 i va deixar un fill Ugolino, marquès de Viadana, mort passat el 1297. Va deixar quatre fills: 
  - El primer, Guglielmo, marquès de Viadana, capità del poble i podestà de Cremona el 1297, senyor de Cremona el 1307, essent deposat el 21 de gener de 1312 i morint a Soncino en combat el 14 de juny de 1312.
  - El segon Giacomo, marques de Viadana (1312-1322), podestà de Brèscia i de Parma el 1307, de Milà el 1308, i senyor de Cremona el 1315 i fins al 1316, altra vegada el 1317 i fins al 19 d'abril de 1318, i el 1319. Va morir en la guerra a Bardi el 30 de novembre de 1322.
  - El tercer Cortesia, fou capità del Poble de Reggio del 1305 al 1306
  - El quart, Ugolino, va morir després del 1329 i va deixar quatre fills: Ugolino (mort després del 1397) que fou militar al servei dels Visconti; Giacomo, també al servei dels Visconti, que fou podestà de Vicenza el 1397 i d'Alessandria el 1400; Guglielmo, Podestà de Bergamo el 1362, que va rebre el títol compartit de marques de Viadana el 1366; i Giovanna; Guglielmo fou pare d'Ugolino, conseller del duc de Milà.
- El tercer, Giacomo, que fou podestà de Cremona el 1250 i va deixar tres fills: Guglielmo, podestà d'Arezzo el 1236; Giberto, i Marsiglio. Aquest darrer va tenir un fill, Ottaviano, que va deixar dos fills: Ludovico, que el 1366 va rebre la investidura de part de Viadana com a feu milanès feta per Luchino Visconti; i Pietro, que fou podestà de Florència el 1386 i de Milà el 1399.
- La quarta fou una dona de nom Bonella que es va casar amb Bonaventura Bonacolsi, de la casa dels senyors de Mantua.
- La cinquena fou una dona de nom Helena, casada amb Ugolino Rossi

Giacomo Cavalcabò, marques de Viadana i senyor de Cremona, va deixar tres fills:
- Marsiglio, marques de Viadana, fou investit marques pel duc de Milà Luchino Visconti el 1366 i va morir passat el 1404. La seva línia va continuar amb tres fills:
  - Pandolfo
  - Bartolino; aquest va tenir un fill, Cavalcabò; i aquest darrer va tenir tres fills, Palerone, Aschile i Carlo. Aquest darrer fou senyor de Cremona el 1404 i fou assassinat a la ciutat el 24 de juliol de 1406. Estava casat amb una filla de Giovanni Vignati senyor de Lodi.
  - Marco, que va deixar tres filles (Bartolomea, Margherita i Luigia) i un fill, Bonifazio.
- Giberto, que va deixar un fill, Andreasio, que fou marques de Viadana fins que el 18 d'agost de 1416 fou deposat pels Gonzaga; fou conseller del duc de Milà, i podestà de Perusa i de Florència el 1376. Va deixar dos fills, Niccolò i Giberto. Aquest darrer va deixar dos fills, Andreasio i Giacomo i quatre filles. El fill gran d'Andreasio, Agostino, va renunciar el 1476 als seus drets al feu de Viadana a canvi d'una compensació que va rebre dels Gonzaga; altres membres de la família intervingueren en el tracte i entre ells el seu germà Sopramonte.
  - Giacomo fou podestà de la Valtellina el 1393, podestà i capità de Balìa a Florència el 1405
- Guglielmo, que fou podestà de Bergam el 1361. Va deixar tres fills:
  - Ottaviano, que al seu torn va deixar un fill, Luigi, que va tenir dos fills: Francesca i Emmanuel, aquest darrer signant del pacte de renúncia del 1476 amb els Gonzaga
  - Bertone, capità del poble a Parma el 1426 i que encara vivia el 1432.
  - Ugolino, mort vers el 1400, que va ser pare de Giacomo, Azzolino i Giovanni: El darrer fou pare de Ugolino, pare al seu torn de Maria Giovanna signant de la compensació del 1476; Azzolino va iniciar una branca; i el primer, Giacomo, fou cavaller al servei dels Visconti i pare de Spingherto, Antonio i Azzolino. Antonio fou pare de Giovanni (signant del conveni de 1476) i Marsiglio, podestà de Fano el 1414. Azzolino va obrir una línia de la família.